# 若い音楽家のためのチャイコフスキー国際コンクール
「若い音楽家のためのチャイコフスキー国際コンクール」International Tchaikovsky Competition for Young Musiciansは、世界三大コンクールのひとつであるチャイコフスキー国際コンクールの姉妹コンクール、ジュニア部門として創設された。
上原彩子、ラン・ランらを輩出したことから、ジュニア・コンクールの最高峰、次代のクラシック界を担う若手の登竜門として知られ、入賞者・参加者は、後に「チャイコフスキー国際コンクール」をはじめとする世界的な国際コンクールにおいて上位入賞を果たしている。

## 概要
主催は、ロシアの音楽機関 チャイコフスキー国際コンクール入賞者連盟（Association of Tchaikovsky Competition Stars、ATCS）。
審査部門は、ピアノ、ヴァイオリン、チェロ。参加資格は、8歳以上17以下(参加年齢・条件等は開催国によって多少異なる)。審査員は過去の「チャイコフスキー国際コンクール」の入賞者らが務める。審査方法もチャイコフスキー国際コンクールに準じ、第1次、第2次のソロ演奏に加え、第3次のファイナルにおいて、オーケストラとの共演によるコンチェルト演奏による審査が行われる。
このコンクールは、一都市で定期的に行われる通常のコンクールとは異なり、才能ある世界の若い音楽家たちに、より広くより多くのチャンスを与えるため、開催地を固定せず、世界の都市を巡って開催する“ワールドカップ・スタイル”を採用しており、これまでに、「第1回・モスクワ」（1992年：ロシア）、「第2回・ 仙台」（1995年：日本）、「第3回・サンクトペテルブルク」（1997年：ロシア）、「第4回・ アモイ」（2002年：中国）、「第5回・ 倉敷」（2004年：日本）、「第6回・水原」（2009年：韓国）で開催された。
「第6回・水原」（2009年：韓国）大会では、上野通明（13歳）が日本人として初のチェロ部門第1位を獲得した。
主催機関と協力関係にある日本のNPO法人ユーラシア交流支援センター（所在地：神奈川県藤沢市）が日本における広報・連絡窓口を務めている。

## 開催年、開催地及び入賞者

### 第1回（1992年） モスクワ
（ピアノ部門）
- 第1位 エミリー・シェイ（アメリカ）、アレキサンドル・モギレフスキー（ドイツ語版）（ロシア）
- 第2位 エカテリーナ・メンシコヴァ（ロシア）
- 第3位 アレクセイ・ナビウリン（ロシア）、マリアンナ・グメツカヤ（ウクライナ）

（ヴァイオリン部門）
- 第1位 ジェニファー・コー（英語版）（アメリカ）
- 第2位 アレクセイ・ナゴヴィーツィン（ロシア）、パンイ・チェン（中国）
- 第3位 ラリーサ・シャフマートワ（ロシア）

（チェロ部門）
- 第1位 ダニエル・ミューラー＝ショット（英語版）（ドイツ）
- 第2位 タチアナ・ヴァシリエヴァ（英語版）（ロシア）
- 第3位 アレクサンダー・チャウシャン（wikidata）（アルメニア）、クラウディオ・ボルケス（ドイツ語版）（ドイツ）

### 第2回（1995年） 仙台
（ピアノ部門）
- 第1位 ラン・ラン（中国）
- 第2位 上原彩子（日本）
- 第3位 ヴァシリー・プリマコフ（英語版）（ロシア）

（ヴァイオリン部門）
- 第1位 ピョートル・クワスニー（wikidata）（ポーランド）
- 第2位 松山冴花（日本）
- 第3位 リュウウェイ（劉薇、中国）

（チェロ部門）
- 第1位 モニカ・レスコヴァル（クロアチア語版）（クロアチア）
- 第2位 ベルンハルト・直樹・ヘーデンボルク（オーストリア）
- 第3位 ニー・タオ（中国）、アレクサンドル・ケクショエフ（Александр Кекшоев、ロシア）

### 第3回（1997年） サンクトペテルブルク
（ピアノ部門）
- 第1位 セルゲイ・バスキンスキー（wikidata）（ロシア）
- 第2位 ピョートル・オフチャロフ（英語版）（ロシア）、ソン・ヨルム（韓国）
- 第3位 ポリーナ・コンドラトコワ（Полина Кондраткова、ロシア）

（ヴァイオリン部門）
- 第1位 ブイ・コン・ドゥイ（英語版）（ヴェトナム）
- 第2位 クォン・ヒョクジュ（朝鮮語版）（韓国）、マリア・スクリャーヴィナ（ロシア）
- 第3位 イリヤ・コズロフ（Илья Козлов、ロシア）

（チェロ部門）
- 第1位 Ihn KOH BON（北朝鮮）
- 第2位 スヴェトラーナ・ウラヂーミロワ（ロシア）、ニコライ・マフレーエフ（ロシア）
- 第3位 アレクセイ・キセレフ（ベラルーシ）

### 第4回（2002年） 廈門（アモイ、中国）
（ピアノ部門）
- 第1位 チャン・ハオチェン（中国）
- 第2位 Eun-Tack KIM（韓国）
- 第3位 エヴゲニー・アンドレーエフ（ロシア）

（ヴァイオリン部門）
- 第1位 Xiao-yu YANG（中国）
- 第2位 イェウン・チェ（wikidata）（韓国）
- 第3位 エレーナ・セミョーノワ（ロシア）

（チェロ部門）
- 第1位 Bonian TIAN（中国）
- 第2位 Seung-min KANG（강승민、韓国）
- 第3位 Nan JIA（中国）

### 第5回（2004年） 倉敷
（ピアノ部門）
- 第1位 ユリア・チャプリーナ（ロシア）
- 第2位 ディナーラ・クリントン（ウクライナ語版）（ウクライナ）
- 第3位 沼沢淑音（日本）

（ヴァイオリン部門）
- 第1位 アイレン・プリッチン（フィンランド語版）（ロシア）
- 第2位 ベ・ウォンヘ（Wonhee Bae、韓国）
- 第3位 ソン・ユンウォン（Yoon Won Song、韓国）
- 第5位 中村 太地（日本）

（チェロ部門）
- 第1位 フョードル・アモソフ（Федор Амосов、ロシア）
- 第2位 ホン・ウンソン（홍은선、韓国）
- 第3位 イ・ウン（韓国）、アレクセイ・ジーリン（Алексей Жилин、ロシア）

### 第6回（2009年） 水原（スウォン、韓国）
（ピアノ部門）
- 第1位 Huang Nansong（中国）
- 第2位 キム・スヨン（Su Yeon Kim、韓国）、 Yu Chong WU（中国）
- 第3位 Jung Eun KIM（김정은、韓国）

（ヴァイオリン部門）
- 第1位 シレーナ・フアン（英語版）（アメリカ）
- 第2位 Seohyun LIM（韓国）
- 第3位 Jou Rose HSIEN（台湾）、キム・ギェヒ（Gye Hee Kim、韓国）

（チェロ部門）
- 第1位 上野通明（日本）
- 第2位 Sang Eun LEE（韓国）
- 第3位 Taeguk MUN （韓国）、Sae Bom BYUN（韓国）

### 第7回（2012年） モントルー
（ピアノ部門）
- 第1位 Alexander Kutuzov（Александр Кутузов、ロシア）
- 第2位 Bolai Cao（中国）
- 第3位 Kon Ui Park（北朝鮮）

（ヴァイオリン部門）
- 第1位 ヴェリコ・チュムブリーゼ（英語版）（ジョージア／トルコ）
- 第2位 Yoo-Jin Lee（韓国）
- 第3位 Jaewon Wee（韓国）、Yury Vasilevsky（ベラルーシ）

（チェロ部門）
- 第1位 Noah Lee（アメリカ）
- 第2位 ズラトミール・ファン（wikidata）（アメリカ）
- 第3位 Ja Kyung Huh（韓国）

### 第8回（2014年） モスクワ
《出典：》
（ピアノ部門）
- 第1位 アレクサンダー・マロフェーエフ（ロシア）
- 第2位 Kaiwen Zhao（中国）
- 第3位 Tagir Kamaltdinov（ロシア）

（ヴァイオリン部門）
- 第1位 Ruslan Turuntaev（カザフスタン）
- 第2位 ロマン・レシェキン（Roman Reshetkin、ロシア／フランス）[2]、Soo Been Lee（이수빈、韓国）
- 第3位 Naina Kobzareva（Наина Кобзарева、ロシア）、Yoo Min Seo（韓国）

（チェロ部門）
- 第1位 李拉（中国）
- 第2位 Woochan Jeong（韓国）、ガブリエル・マーティンス（wikidata）（アメリカ）
- 第3位 Nathan Lee（アメリカ）

### 第9回（2015年） ノボシビルスク
（ピアノ部門）
- 第1位 Su-Ah Ye（韓国）
- 第2位 エリザベタ・クリュチェレワ（英語版）（ロシア）
- 第3位 イ・ヒョク（フランス語版）（Hyuk Lee、韓国）

（ヴァイオリン部門）
- 第1位 Maria Andreeva（ロシア）、Donghyun Kim（김동현、韓国）
- 第2位 安田理沙（日本）、ディアナ・アダミヤン（英語版）（アルメニア）、Jieon Park（韓国）
- 第3位 Hyeonah Hong（韓国）、Maria Baeva-Kuznetsova（ロシア）

（チェロ部門）
- 第1位 Maria Zaytseva（ロシア）、アナスタシア・ウシャコワ（wikidata）（ロシア）
- 第2位 Dylan Wu（アメリカ）、Sanga Yang（韓国）
- 第3位 Dan Ah Han（韓国）、Timur Rashkov（ベラルーシ）

### 第10回（2017年） アスタナ
《出典：》
（ピアノ部門）
- 第1位 Kyle Hu（韓国）
- 第2位 Ilia Papoian（Илья Папоян、ロシア）、Hechao Yang（杨贺朝、中国）
- 第3位 Anastasia Makhamendrikova（Анастасия Махамендрикова、ロシア）、Maria Andreeva（Мария Андреева、ロシア）
- 第4位 Song Hyeon Kim（韓国）、中山拓樹（日本）

（ヴァイオリン部門）
- 第1位 Nakyung Kang（韓国）、河合勇人（日本）
- 第2位 Anne Maria Wehrmeyer（ドイツ）、Akbike Algi（カザフスタン）
- 第3位 Rakhil Mussakhojayeva（カザフスタン）、Aleksei Stychkin（ロシア）、Zhenyi Jiang（中国）

（チェロ部門）
- 第1位 北村陽（日本）
- 第2位 Namisa Sun（中国）
- 第3位 Yeeun Kang（韓国）

### 第11回（2023年） モスクワとサンクトペテルブルク
《出典：》
（ピアノ部門）
- 第1位 Yutian Yang（中国）
- 第2位 Haolun Sun（中国）、Chenzhe Ni（中国）
- 第3位 Aksinia Potemkinia（Аксинья Потёмкина、ロシア）、Artur Iskorotenskiy（Артур Искоростенский、ロシア）

（ヴァイオリン部門）
- 第1位 Jinzhu Li（中国）、Zhiyuan Qian（中国）
- 第2位 Stefaniia Pospekhina（Стефания Поспехина、ロシア）、Aleksandr Papushev（Александр Папушев、ロシア）、Yaozhang Wang（中国）
- 第3位 Daniil Bessonov（ロシア）、Sergey Mkrtichayn（ロシア）

（チェロ部門）
- 第1位 Jung-A Kim（韓国）
- 第2位 Tae-Yeon Kim（韓国）、Polina Tkhai（ロシア）
- 第3位 Sofya Khuskivadze-Deeva（ロシア）、Nicholas Wong（アメリカ）、Chengyue Wen（中国）

## 歴代入賞者・参加者のその後の活躍（国際コンクール上位入賞者）
チャイコフスキー国際コンクール
- ジェニファー・コー（英語版）（「第1回・モスクワ」ヴァイオリン：第1位 →「第10回チャイコフスキー国際コンクール」第2位（第1位該当なし）・1994年）
- アレクセイ・ナビウリン（「第1回・モスクワ」ピアノ：第3位→「第12回チャイコフスキー国際コンクール」第2位及び特別賞・2002年）
- アレクサンドル・チャウシャン（「第1回・モスクワ」チェロ：第3位→「第12回チャイコフスキー国際コンクール」第3位・2002年）
- 上原彩子（「第2回・仙台」ピアノ：第2位 →「第12回チャイコフスキー国際コンクール」第1位・2002年 ピアノ部門日本人初、かつ女性として世界初）
- ナレク・アフナザリャン（「第5回・倉敷」チェロ：第4位→「第13回チャイコフスキー国際コンクール」第5位・2007年）
- 有希・マヌエラ・ヤンケ（「第5回・倉敷」ヴァイオリン：エントリーのみ→「第13回チャイコフスキー国際コンクール」第3位・2007年）

その他の国際コンクール
- タチヤーナ・ワシーリエワ（「第1回・モスクワ」チェロ：第2位→ロストロポーヴィチ国際チェロコンクール第1位・2001年）
- クラウディオ・ボホーケス（「第1回・モスクワ」チェロ：第3位→カザルス国際コンクール第1位・2000年）
- ヴァシーリー・プリマコフ（「第2回・仙台」ピアノ：第3位→クリーブランド国際ピアノコンクール第2位・1999年）
- 松山冴花（「第2回・仙台」ヴァイオリン：第2位→エリザベート王妃国際音楽コンクール第4位・2005年）
- モニカ・レスコヴァル（「第2回・仙台」チェロ：第1位→ロストロポーヴィチ国際チェロコンクール第3位・1997年）
- ニー・タオ（「第2回・仙台」チェロ：第3位→アーヴィング・M・クライン国際弦楽コンクール第2位・2003年）
- ピョートル・オフチャロフ（「第3回・サンクトペテルブルク」ピアノ：第2位→国際ベートーヴェンコンクール第3位・2005年）
- ソン・ヨルム（「第3回・サンクトペテルブルク」ピアノ：第2位→ヴァン・クライバーン国際ピアノコンクール第2位・2009年）
- Hyuk Joo KWOH （「第3回・サンクトペテルブルク」ヴァイオリン：第2位→パガニーニ・モスクワ国際ヴァイオリンコンクール第2位・2004年）
- チャン・ハオチェン（「第4回・アモイ」ピアノ：第1位→ヴァン・クライバーン国際ピアノコンクール第1位・2009年）
- Ye-eun CHOI（「第4回・アモイ」ヴァイオリン：第2位→インディアナポリス国際ヴァイオリンコンクール第5位・2006年）
- エレーナ・セミョーノワ（「第4回・アモイ」ヴァイオリン：第3位→パガニーニ・モスクワ国際ヴァイオリンコンクール第1位・2003年）
- Bonian TIAN（「第4回・アモイ」チェロ：第1位→アントニオ・ヤニグロ・チェロ国際コンクール第2位・2008年）
- Seung-min KANG（「第4回・アモイ」チェロ：第2位→第3回ヨハンセン国際コンクール第1位・2003年）
- 上野通明（「第6回・水原」チェロ：第1位→第21回ブラームス国際コンクール第1位・2014年）

など